# Saint-Erme-Outre-et-Ramecourt
Saint-Erme-Outre-et-Ramecourt is een gemeente in het Franse departement Aisne (regio Hauts-de-France). De plaats maakt deel uit van het arrondissement Laon. Saint-Erme-Outre-et-Ramecourt telde op 1 januari 2022 1.700 inwoners.

## Geografie
De oppervlakte van Saint-Erme-Outre-et-Ramecourt bedroeg op 1 januari 2022 20,11 vierkante kilometer; de bevolkingsdichtheid was toen 84,5 inwoners per km².
De onderstaande kaart toont de ligging van Saint-Erme-Outre-et-Ramecourt met de belangrijkste infrastructuur en aangrenzende gemeenten.

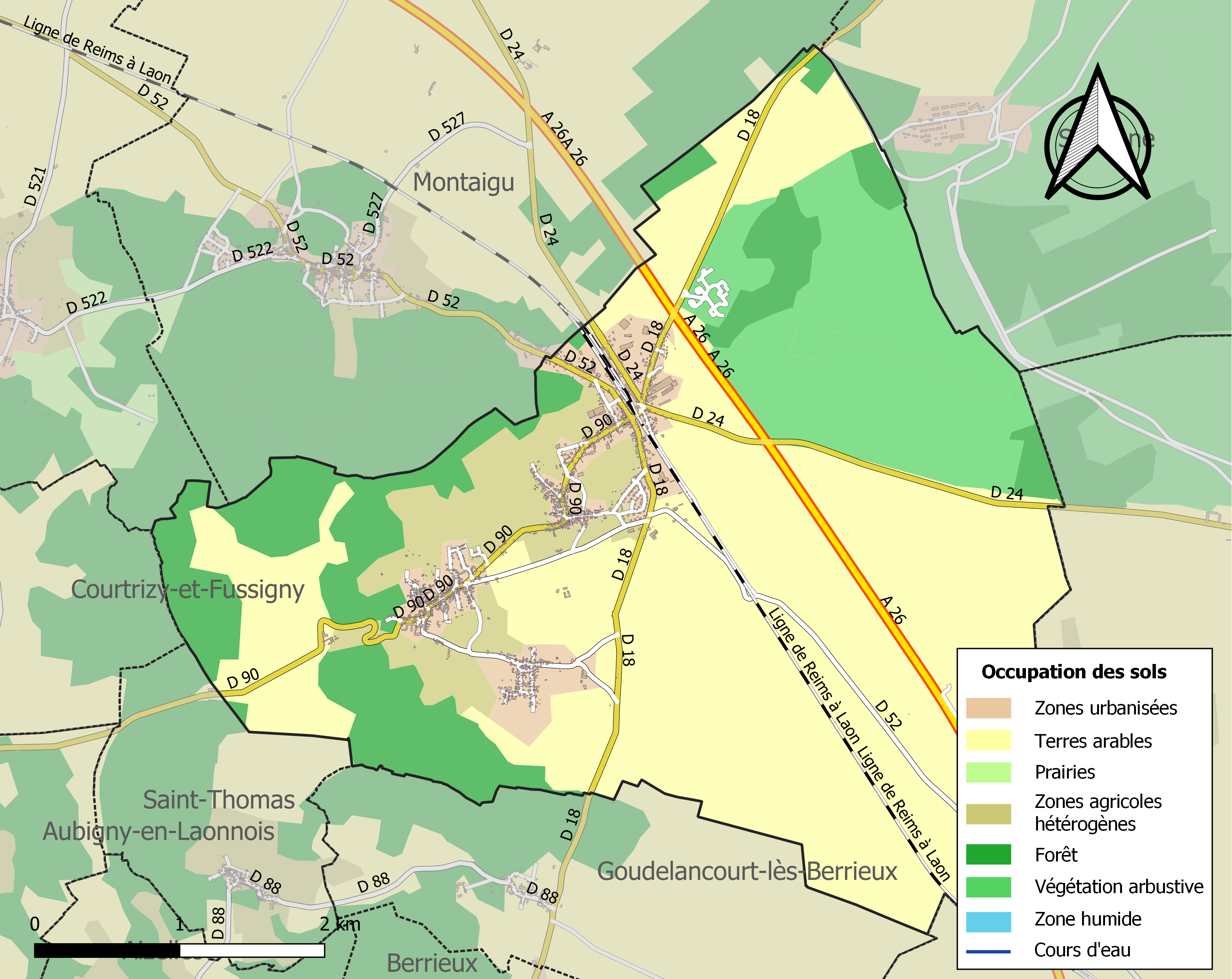

## Verkeer en vervoer
In de gemeente ligt spoorwegstation Saint-Erme.

## Demografie
Onderstaande figuur toont het verloop van het inwonertal (bron: INSEE-tellingen).
Vanwege een beveiligingsprobleem met de MediaWiki Graph-software is het momenteel niet mogelijk deze grafiek weer te geven. Zodra de software is bijgewerkt zal de grafiek vanzelf weer zichtbaar worden.